# Zhou Xiaoxuan
Zhou Xiaoxuan (kinesiska: 周晓璇, pinyin: Zhōu Xiǎoxuán), mera känd under sin pseudonym Xianzi, född cirka 1993 i Wuhan, är en kinesisk manusförfattare, aktivist och ledande förespråkare för den kinesiska Metoo-rörelsen.
År 2014 anklagade Xianzi programledaren Zhu Jun för sexuella trakasserier.
[uppföljning saknas]